# Untermühle (Räbke)

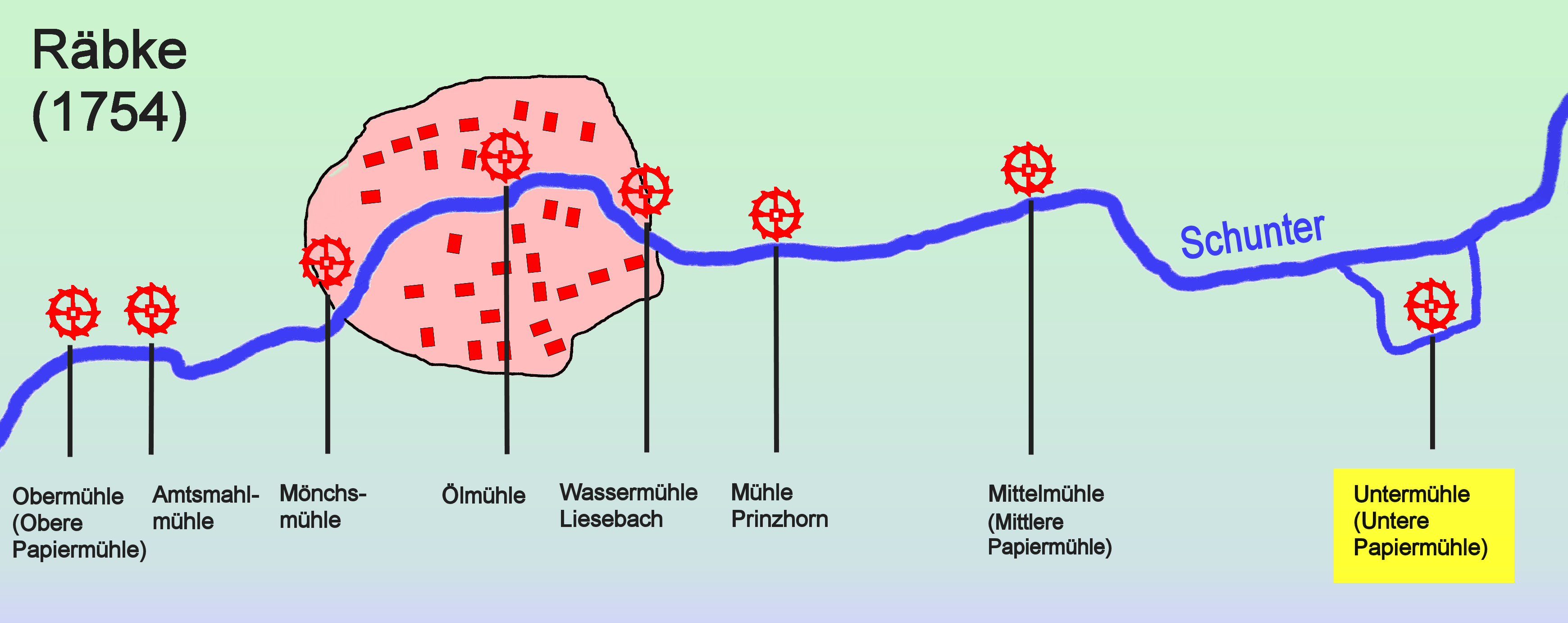
Lage der Mühle an der Schunter, 1754

Die Untermühle, auch Fürstliche Amtsmühle und Untere Papiermühle genannt, war eine Wassermühle an einem Mühlgraben der Schunter bei Räbke im Landkreis Helmstedt. Reste der Mühle  sind heute nicht mehr vorhanden.
Eine Vorgängeranlage war eine Sägemühle im Eigentum der Warberger Herrschaft, die um 1600 abgebrannt ist. 1694 wurde vom Amt Warberg an der Stelle östlich des Dorfes eine Papiermühle erbaut, die 1774 in eine Ölmühle umgewandelt wurde. Die Mühle lag südlich der Schunter kurz vor ihrem Abknick nach Nordosten und wurde vom Fluss über einen eigenen Mühlengraben mit Wasser versorgt. 
Die Mühle ist auf einer im Rahmen der Braunschweigischen General-Landesvermessung von 1754 angefertigten Karte von Räbke und Umgebung eingezeichnet. Zu der Zeit lebten in den 84 Wohngebäuden des Dorfes fast 570 Menschen.
1786 wurde die Mühle abgebrochen und das Gelände ging nach dem Zuschütten des Mühlengrabens in landwirtschaftliche Nutzung über. Die Mühlenteiche haben sich bis zum Anfang des 19. Jahrhunderts erhalten. Heute ist das frühere Mühlengelände Ackerfläche. 